# 北港大橋 (臺灣)
北港大橋，臺灣的公路橋樑，橫跨北港溪，位於雲林、嘉義二縣之間，是連接起北港鎮與六腳鄉之間的交通，為省道臺19線重要橋樑之一。現由交通部公路總局第五區養護工程處管理。

## 歷史
史料記載上，關於北港大橋是初見於清代，當時稱為「笨港橋」。1926年以前，由於臺灣的地方仕紳與公共團體，在面對橋樑興建上費用，其財力花費是相當甚鉅，因此少有能力出資，可以獨立完成架橋。基於交通需求，僅能利用冬季少雨時，以竹編方式架橋，待夏季豪雨時，竹橋被沖毀才改以擺渡代橋的方式通行。
日治時期，臺灣總督府在治臺之初，政策朝向積極拓展地方道路，待臺灣局勢穩定後，才改以投入建造永久性道路與橋樑。1931年，全長220公尺的「北港橋」完工，為民雄北港道的橋樑之一。其路幅寬度約5公尺，另有記載是5.5公尺寬。截至日治結束為止，臺灣僅濁水溪大橋有技術難度而無法通車之外，各地的橋樑全都是完成興建的狀態。
戰後，臺灣由國民政府接管，並設省治轄。1957年起，林蔡素女在任職省議員期間，有鑑於北港大橋僅寬5.5公尺，未來中央公路的車流量增加，到時將會不敷使用，而且橋長200公尺也會阻礙排洪，因此提案拓寬與延長。1967年8月22日，臺灣省公路局完成北港大橋的興建，由臺灣省主席黃杰剪綵通車。1979年11月1日，有鑑於車流量趨於飽和之下，臺灣省政府計畫對北港大橋拓寬，並列入中央公路重要計畫之內。隨著每年來往的香客增多，使得北港大橋難以消化龐大的車流量，更曾經有過交通堵塞而造成癱瘓的現象，因此雲林縣政府提議興建新橋，由交通部公路總局承辦工程。2008年1月27日，媽祖大橋通車啟用，可為北港大橋的車流量分擔，做為替代道路之用。